# 愛德華·桑代克
爱德华·李·桑代克（Edward Lee Thorndike，1874年8月31日—1949年8月9日），美国心理学家，心理學行為主義的代表人物之一。他几乎终生在哥伦比亚大学教育学院执教。他從研究动物的实验中，領會到它們的学习過程，從而提出他的联结主义理論：刺激（S）－反应（R）公式。被认为是教育心理学的奠基人。
桑代克通过观察猫如何从迷箱中逃脱，总结出三条学习定律：准备律、效果律和练习律。
桑代克的迷箱实验旗帜鲜明地厌弃动物是利用诸如顿悟这类特别的方式来解决问题的说法：「首先，大部分书与其说给我们心理学，还不如说是动物的颂歌。它们都是关于动物的智力，从没有关于动物的愚蠢。」（动物智力，1911年）（不久约翰·华生应用于人类，得出同样的意见）
桑代克清楚识别猫从迷箱中逃脱箱是否使用了顿悟。桑代克的仪器回答这个问题，它绘出动物每次从迷箱中逃脱的时间，展现学习曲线。他推论如果动物逃脱的时间突然下降到可以忽略不计，学习曲线也突然下降，表明顿悟发生；然而动物只是用平凡的尝试与错误的方法，展现的是渐进曲线。他发现猫一贯都表现为渐进学习。
桑代克用联合来解释他的发现。他宣称迷箱和猫的运动之间的联结被每次逃脱所强化。
与他类似，20世纪中叶，提出「操作条件」公式和联想分析继续行为研究，现在一些明显的现代行为研究也称为现代联结主义。

## 著作
- 《教育心理学》(1903年)

## 參看
- 暈輪效應 （Halo Effect)
- 學習遷移 (Transfer of Learning)